# 玛丽莲·扬
玛丽莲·扬（英語：Marilyn Young，1943年7月14日—），旧姓威尔逊（Wilson），澳大利亚游泳运动员。她曾代表澳大利亚参加1960年夏季奥林匹克运动会游泳比赛，获得女子4×100米混合泳接力银牌。